# علی‌اکبر عالم‌زاده
علی‌اکبر عالِم‌زاده (۸ خرداد ۱۳۲۲ – ١٠ مرداد ١۴٠١) ریاضی‌دان، مترجم، استاد دانشگاه ایرانی بود که بیش از ۵۰ جلد کتاب در حوزهٔ ریاضیات به فارسی ترجمه کرده‌است. کتاب اصول آنالیز ریاضی با ترجمهٔ وی در سال ۱۳۶۲ به عنوان کتاب سال جمهوری اسلامی ایران و کتاب جبر مجرد با ترجمهٔ وی در سال ۱۳۷۶ به عنوان کتاب برگزیده سال انتخاب شد.

## زندگی
علی‌اکبر عالم‌زاده در سال ۱۳۲۲ در شهر مشهد به دنیا آمد. در سال ۱۳۴۴ مدرک کارشناسی ریاضی خود را از دانشگاه فردوسی مشهد دریافت کرد. در سال ۱۳۴۷ دورهٔ  کارشناسی ارشد ریاضی (مدرسی ریاضیات) را در دانشگاه خوارزمی تهران (مؤسسهٔ ریاضیات) با موفقیت به پایان رساند و از آن هنگام به تدریس ریاضیات در دانشگاه خوارزمی پرداخت تا آنکه در سال ۱۳۵۰ برای اتمام تحصیلات به انگلستان اعزام شد. وی در سال ۱۳۵۳ موفق به اخذ درجهٔ دکترا از دانشگاه ساوث‌همپتون شد و سپس به ایران بازگشت و بار دیگر در دانشگاه خوارزمی به تدریس پرداخت. تا آنکه مجدداً برای دورهٔ یک سالهٔ فوق دکترا به دانشگاه لیدز انگلستان رفت و پس از پایان دورهٔ مذکور به ایران مراجعت نمود. از آن زمان تاکنون علاوه بر تدریس در دانشگاه، به ترجمهٔ کتب ریاضی مبادرت ورزیده‌است.

## آثار

### تألیفات
- مبانی هندسه، تهران: انتشارات علمی و فنی، ۱۳۷۸
- زبان حال ریاضی‌دان، تهران: مؤسسه نشر علوم نوین، ۱۳۷۴
- حل مسائل حساب دیفرانسیل و انتگرال با هندسهٔ تحلیلی ریچارد ا. سیلورمن «کتاب عام»، تهران: ققنوس، ۱۳۸۴ [در سه جلد]

### ترجمه‌ها
- اصول آنالیز ریاضی، والتر رودین، تهران: علمی و فنی، [کتاب سال جمهوری اسلامی ایران در سال ۱۳۶۲]
- آنالیز ریاضی، نوشتهٔ تام. م. اپوستل، انتشارات دانشگاه صنعتی شریف
- مباحثی در جبر، ی. ن. هراشتاین، ۱۳۵۹
- حساب دیفرانسیل و انتگرال و هندسهٔ تحلیلی جدید، ریچارد ا. سیلورمن، علمی و فنی، ۱۳۶۳ [در سه جلد]
- حساب دیفرانسیل و انتگرال با هندسهٔ تحلیلی (کتاب عام)، ریچارد ا. سیلورمن، ققنوس، ۱۳۷۱ [در سه جلد]
- جبر مجرد، آی. ان. هراشتاین، تهران: مؤسسه انتشارات علمی دانشگاه صنعتی شریف، ۱۳۸۱
- حساب دبفرانسیل و انتگرال و هندسهٔ تحلیلی، آر. ای. آدامز، [در دو جلد]
- نظریه و مسائل جبرخطی، سیمور لیپ‌شوتس، [با همکاری دکتر مصطفی شاهزمانیان]
- معادلات دیفرانسیل، سی. ری وایلی، تهران: مؤسسه نشر علوم نوین، [با همکاری مجید محمدزاده]
- جبر، توماس دبلیو. هانگرفورد، انتشارات پژوهش، [با همکاری دکتر حسین ذاکری]
- معادلات دیفرانسیل جزئی برای علوم مهندسی، استانلی ج. فارلو، مؤسسه نشر علوم نوین، ۱۳۷۰ [با همکاری مجید محمدزاده]
- حساب دیفرانسیل و انتگرال با هندسه تحلیلی، لویی لیتهلد، نشر نوین، [در سه جلد]
- جبر مجرد، دبورا سی آرانگو، مؤسسه علمی–فرهنگی نص، ۱۳۸۱
- حساب دیفرانسیل و انتگرال و هندسه تحلیلی جدید، جرج بی. توماس و راس ال. فینی، انتشارات ققنوس، [در سه جلد، با همکاری داریوش بهمردی]
- نظریهٔ تحلیلی اعداد، تام م. اپوستل، نشر منصوری، [در دو جلد، با همکاری علی‌اکبر رحیم‌زاده]
- آشنایی با جبر مجرد، دبلیو. کیت نیکلسون، سیمای دانش، ۱۳۸۰
- آنالیز عددی، ریچارد ال. بوردن و ج. دوگلاس فیرز و آلبرت سی. رینولدز، ققنوس، [با همکاری دکتر اسماعیل بابلیان و محمدرضا امیدوار]
- آنالیز عددی کاربردی، کورتیس اف. جرالد و پاتریک او. ویتلی، آییژ، ۱۳۸۶
- نظریه و مسائل حساب دیفرانسیل و انتگرال، فرانک آیرس، فارابی، ۱۳۷۲ [با همکاری دکتر غلامرضا زباندان]
- حساب دیفرانسیل و انتگرال با هندسهٔ تحلیلی، روبرت الیس و دنی گولیک، پژوهش، ۱۳۷۳ [در سه جلد]
- مسائل حساب دیفرانسیل و انتگرال و هندسه تحلیلی، جرج بی. توماس، مؤسسه نشر علوم نوین، ۱۳۷۲ [در سه جلد]
- حساب دیفرانسیل و انتگرال با هندسهٔ تحلیلی، رولاند ای. لارسن و رابرت پی. هوستتلر و بروس اچ. ادواردز، اتحاد، ۱۳۷۲ [در سه جلد]
- حساب برداری، جرالد ای. مارسدن و آنتونی ج. ترومبا، مؤسسه نشر علوم نوین، [با همکاری حسین محمدداودی]
- آنالیز تابعی، والتر رودین، مؤسسه نشر علوم نوین، ۱۳۸۲
- معادلات دیفرانسیل معمولی، ا. آی. کیزلف و ام. ال. کرازنف و جی. آی. ماکارنو، نور، ۱۳۶۳ [با همکاری حسین دوستی]
- آنالیز حقیقی و مختلط، والتر رودین، مبتکران، ۱۳۷۶
- حساب دیفرانسیل و انتگرال، تام. م. اپوستل، مرکز نشر دانشگاهی، ۱۳۶۰ [جلد اول با همکاری علیرضا ذکائی، مهدی رضائی دلفی، فرخ فیروزان]
- حساب دیفرانسیل و انتگرال، تام. م. اپوستل، انتشارات کتابفروشی دهخدا [جلد دوم]
- جبر خطی مقدماتی، برنارد کلمن، علوی، ۱۳۶۶ [با همکاری روانشاد دکتر مسعود فرزان]
- هندسهٔ دیفرانسیل، آبراهام گوئتس، علوی، ۱۳۶۶ [با همکاری علی استادباشی‌زاده]
- مسائل و تمرینات در ریاضیات عالی، پی. ای. دانکو و ا. جی. پوپوف و تی. یا. کوزف نیکووا، مؤسسه نشر علوم نوین، ۱۳۷۰ [در دو جلد با همکاری علی استادباشی‌زاده]
- حساب دیفرانسیل و انتگرال، سی. هنری ادواردز و دیوید ای. پنی، جنگل، ۱۳۸۷ [در دو جلد]
- نظریه و مسائل آنالیز ریاضی، مورای آر. اشپیگل، جنگل، ۱۳۸۵
- احتمال، سیمور لیپ‌شوتس و مارک لیپسون، جنگل، ۱۳۸۴
- ریاضیات گسسته، سیمور لیپ‌شوتس، اسحاق
- اصول آنالیز حقیقی، کارلامبوس دی. علی‌پرانتز و اون بورکین‌شاو، تهران: آینده دیگر، ۱۳۸۶
- مسائل حل شده در آنالیز حقیقی، کارلامبوس دی. علی‌پرانتز و اون بورکین‌شاو، تهران: آینده دیگر، ۱۳۸۷
- نخستین درس در فرایندهای تصادفی، ساموئل کارلین و هووارد ام. تیلور، مؤسسه نشر علوم نوین، ۱۳۷۳ [با همکاری دکتر عین‌الله پاشا]
- نظریه و مسایل متغیرهای مختلط، مورای آر. اشپیگل، تهران: آییژ، ۱۳۸۶